# Дюрьё, Поль
Жан-Мари Поль Симон Дюрьё (фр. Jean Marie Paul Simon Durrieu, 1855-1925) — французский историк искусства, исследовал средневековые иллюминированные рукописи. Часто его называют «большим Дюрьё».
Научную карьеру начал с исследования творчества парижского иллюминатора XV в. Жака из Безансона, монография о которой вышла в 1892 г. Исследовал «Туринский часослов» (Национальная библиотека, Турин), который на самом деле был незавершенной частью «Прекрасного часослова Девы Марии» герцога Беррийского. Дюрьё основательно изучал этот манускрипт, исследуя проблемы авторства, происхождение и художественной ценности иллюстраций. Результатом этого труда стала обстоятельная монография, посвященная часословам герцога Беррийского.
Также Дюрьё исследовал фламандские готические иллюминированные рукописи.